# Emma Klingenbergová
Emma Klingenbergová (* 1992) je dánská juniorská reprezentantka v orientačním běhu. Mezi její největší úspěchy patří první místo ze sprintu na juniorském mistrovství světa 2008 ve švédském Göteborgu a též první místo ze štafet na juniorském mistrovství světa 2010 v dánském Aalborgu. V současnosti běhá za dánský klub Faaborg OK.

## Sportovní kariéra
| Přehled úspěchů na Mistrovství světa | Přehled úspěchů na Mistrovství světa | Přehled úspěchů na Mistrovství světa | Přehled úspěchů na Mistrovství světa | Přehled úspěchů na Mistrovství světa |
| Mistrovství světa                    | Sprint                               | Middle                               | Long                                 | Štafety                              |
| ------------------------------------ | ------------------------------------ | ------------------------------------ | ------------------------------------ | ------------------------------------ |
| Savojsko 2011                        | 6. místo                             | X                                    | 40. místo                            | X                                    |
| Lausanne 2012                        | X                                    | X                                    | X                                    | 6. místo                             |

| Přehled úspěchů na Mistrovství Evropy | Přehled úspěchů na Mistrovství Evropy | Přehled úspěchů na Mistrovství Evropy | Přehled úspěchů na Mistrovství Evropy | Přehled úspěchů na Mistrovství Evropy |
| Mistrovství Evropy                    | Sprint                                | Middle                                | Long                                  | Štafety                               |
| ------------------------------------- | ------------------------------------- | ------------------------------------- | ------------------------------------- | ------------------------------------- |
| Falun 2012                            | 6. místo                              | 19. místo                             | X                                     | 4. místo                              |

| Přehled úspěchů na Mistrovství světa juniorů | Přehled úspěchů na Mistrovství světa juniorů | Přehled úspěchů na Mistrovství světa juniorů | Přehled úspěchů na Mistrovství světa juniorů | Přehled úspěchů na Mistrovství světa juniorů |
| Mistrovství světa juniorů                    | Sprint                                       | Middle                                       | Long                                         | Štafety                                      |
| -------------------------------------------- | -------------------------------------------- | -------------------------------------------- | -------------------------------------------- | -------------------------------------------- |
| Göteborg 2008                                | 1. místo                                     | Kval.                                        | 75. místo                                    | X                                            |
| San Martino 2009                             | 21. místo                                    | 16. místo                                    | 25. místo                                    | 3. místo                                     |
| Aalborg 2010                                 | DSQ                                          | 5. místo                                     | 14. místo                                    | 1. místo                                     |
| Wejherowo 2011                               | 2. místo                                     | 3. místo                                     | 2. místo                                     | 3. místo                                     |